# I Am the City
I Am the City är en sång inspelad av den svenska popgruppen Abba. Den är skriven av Benny Andersson och Björn Ulvaeus. Gruppen påbörjade inspelningen i maj 1982. Låten förblev outgiven fram till 1993 då den togs med på samlingsskivan More Abba Gold – More Abba Hits.